# Cesare Basile
Cesare Basile (Catania, 7 febbraio 1964) è un cantautore italiano.

## Biografia
Nato a Catania nel 1964, Cesare Basile esordisce come musicista nel 1987, anno in cui registra insieme ai Candida Lilith. L'anno dopo la band si scioglie e Basile si trasferisce a Roma, dove si aggrega ai Kim Squad, band con cui affronta una lunga serie di concerti in Italia e all'estero. Dopo alcuni anni, Basile decide di tornare in Sicilia e fonda i Quartered Shadows. Questo gruppo registra un album omonimo, prima di trasferirsi in Germania, e precisamente a Berlino. Nella capitale tedesca la band di Basile trova un equilibrio e un discreto successo. I Quartered Shadows, infatti, aprono concerti di artisti di fama mondiale come Nirvana e Primus e pubblicano un album dal titolo The Last Floor Beach (1993), prodotto da Marc De Reus.
Dopo circa quattro anni la band si scioglie e Basile rientra a Catania. Con una delle etichette discografiche indipendenti che nel frattempo si sono affermate nella zona, ossia la Lollypop, incide nel 1994 l'album La pelle, suo primo lavoro da solista. Nel 1998 è la volta di Stereoscope, etichettato da Black Out/Mercury. Il disco era originariamente intitolato Pop Oral Patriots e doveva essere pubblicato per Viceversa Records.
Nel 2001 registra e pubblica Closet meraviglia, album in cui l'autore vira verso la musica d'autore. In questo disco, Basile si avvale della collaborazione di Hugo Race (Nick Cave and the Bad Seeds) per la direzione artistica e John Bonnair (Dead Can Dance) per gli arrangiamenti delle orchestrazioni. Inoltre prendono parte al progetto anche Roy Paci e i Massimo Volume. Basile continua le sue collaborazioni con artisti internazionali anche nei due successivi album: Gran calavera elettrica (2003, Mescal) e Hellequin Song (2005, Mescal) sono prodotti da John Parish. Nel frattempo ricompone la sua storica formazione, che comprende Marcello Caudullo (chitarra), Beppe Sindona (basso) e Marcello Sorge (batteria). Con la pubblicazione di Gran calavera elettrica, Cesare si trasferisce a Milano.
Il rapporto tra Basile e John Parish prosegue nella produzione del disco di Nada Tutto l'amore che mi manca. Per Nada, oltre a suonare e curare gli arrangiamenti, Basile scrive il brano Proprio. Inoltre fa parte della superband Songs With Other Strangers, che comprende anche Manuel Agnelli, John Parish, Hugo Race, Marta Collica, Stef Kamil Carlens, Jean-Marc Butty e Giorgia Poli (Scisma). Intensifica la sua attività di produttore (The Jains, Songs For Ulan, Twig Infection, Dave Muldoon) e collabora come autore con gli Afterhours.
Nel gennaio 2006 pubblica Hellequin Song (Mescal), album a cui collaborano numerosi colleghi e amici di Basile e che viene anticipato dal singolo Fratello Gentile. Nella primavera dello stesso anno viene diffuso il video del brano Nel Cranio.
Il 1º dicembre 2006 pubblica un album registrato dal vivo dal titolo 14 06 2006, realizzato grazie al locale milanese Casa 139.
Nella primavera del 2008 viene pubblicato il sesto album in studio, ossia Storia di Caino (Urtovox Records). A questo album partecipa anche Robert Fisher (Willard Grant Conspiracy), con cui aveva già suonato live.
Nel 2009 viene contattato dalla regista slovena Petra Seliskar e partecipa alle riprese e alla colonna sonora del film-documentario sulla vita di Frane Milenski Jezek My world is upside down. Nell'occasione Basile riscrive ed interpreta il brano Elon Lan Ler, che viene registrato a Skopje. Seguono alcune produzioni di artisti della scena musicale siciliana (Don Settimo, Black Eyed Dog). Nello stesso anno il suo brano Le canzoni dei cani compare nella compilation Afterhours presentano: Il paese è reale (19 artisti per un paese migliore?), curata dagli Afterhours.
Nel 2010 Basile collabora con i Dimartino, curando le registrazioni dell'album Cara maestra abbiamo perso e cantando nel brano La ballata della moda (di Luigi Tenco).
Nel frattempo aveva iniziato a lavorare per il suo successivo disco, datato marzo 2011 e intitolato Sette pietre per tenere il diavolo a bada (Urtovox Records). Si è trasferito poi nuovamente in Sicilia, dopo 7 anni trascorsi a Milano. Nella sua terra si dedica molto anche all'attività sociale: è uno dei principali promotori dell'Arsenale - Federazione Siciliana delle Arti e della Musica. Con l'Arsenale occupa il Teatro Coppola di Catania nel dicembre 2011. Da questa esperienza nascerà l'ispirazione per le nuove canzoni.
Nel giugno 2012 la Habanero, in collaborazione con Erga editrice, pubblica il primo romanzo breve di Basile, dal titolo Nero e Immobile, a cui è allegato un CD contenente la sonorizzazione live dei Calibro 35 di un reading tenuto da Basile e tratto dallo stesso romanzo.
Tra l'estate e il settembre del 2012 registra il suo nuovo disco presso lo Zen Arcade di Catania con Guido Andreani. L'album, che viene anticipato nel gennaio 2013 dal singolo Parangelia, è senza titolo e viene indicativamente chiamato Cesare Basile; esce l'8 febbraio 2013 edito da Urtovox Records/Audioglobe (in edizione vinile da Viceversa). Il disco è stato registrato nell'estate 2012. Vi hanno collaborato, tra gli altri, Luca Recchia, Massimo Ferrarotto, Rodrigo D'Erasmo, Enrico Gabrielli e Andrea "Fish" Pesce.
Nel 2013 è ospite e giurato della manifestazione Musica da Bere che si tiene a Vobarno.
Il 2 ottobre 2013 si aggiudica la Targa Tenco nella categoria "miglior album in dialetto" per l'omonimo disco uscito in febbraio. In seguito ad una forte polemica tra la SIAE e il Teatro Valle Occupato sul tema dei diritti d'autore, dato il forte legame tra il Premio Tenco e la SIAE, Cesare Basile, che partecipa all'attività del Teatro Coppola Teatro dei Cittadini, un teatro occupato e autogestito, dichiara in una lettera aperta che non ritirerà la Targa.
Nel marzo del 2015 esce il nuovo disco, Tu prenditi l'amore che vuoi.

## Discografia

### Album in studio
- 1994 – La pelle
- 1998 – Stereoscope
- 2001 – Closet meraviglia
- 2003 – Gran calavera elettrica
- 2005 – Hellequin Song
- 2008 – Storia di Caino
- 2011 – Sette pietre per tenere il diavolo a bada
- 2013 – Cesare Basile
- 2015 – Tu prenditi l'amore che vuoi e non chiederlo più
- 2017 – U fujutu su nesci chi fa?
- 2019 – Cummeddia
- 2024 – Saracena

### Album dal vivo
- 2006 – 14 06 2006

### Singoli
- 2001 – Tra il tuo corpo e la cena
- 2002 – Bevi stai su
- 2003 – Primo concime
- 2005 – Fratello gentile

### Apparizioni in raccolte
- 2006 – Speak of Love su Songs for Another Place Vol. 1
- 2009 – Le canzoni dei cani su Afterhours presentano: Il paese è reale (19 artisti per un paese migliore?)

## Videografia

### Album video
- 2006 – 14 06 2006